# NGC 925
NGC 925 je spirální galaxie s příčkou v souhvězdí Trojúhelníku. Její zdánlivá jasnost je 9,9m a úhlová velikost 10,5′ × 5,9′.  Galaxie skutečný má průměr 100 000 světelných let a hmotnost 50 miliard Sluncí.  Vzdálená je 30 milionů světelných let, tato hodnota byla určena pozorování osmdesáti cefeid Hubbleovým vesmírným dalekohledem. 
Galaxie je členem skupiny galaxií NGC 1023, součásti místní nadkupy, jejímiž některými dalšími členy jsou NGC 1023, NGC 891, NGC 949, NGC 959, NGC 1003, NGC 1023, NGC 1058 a IC 2399.
Galaxii objevil 13. září 1784 William Herschel.

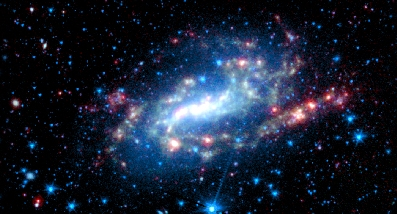
NGC 925 v infračerveném oboru. (Spitzer, NASA/JPL-Caltech/K. Gordon (Space Telescope Science Institute) and SINGS Team)
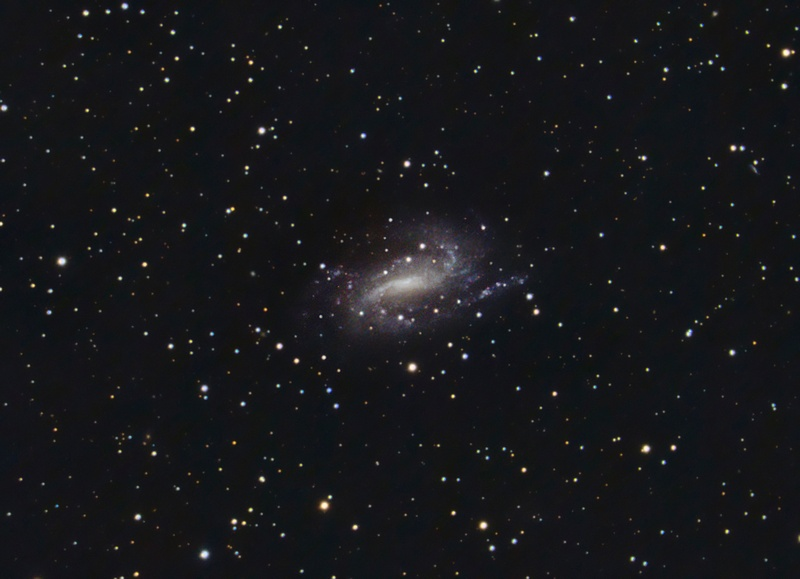
Amatérský snímek NGC 925